# Walter Bowie
Walter Bowie (ur. 15 października 1748, zm. 9 listopada 1809) – amerykański polityk.
W latach 1802–1805 był przedstawicielem drugiego okręgu wyborczego w stanie Maryland w Izbie Reprezentantów Stanów Zjednoczonych.
Ojciec jego stryja, Thomas Fielder Bowie, także reprezentował stan Maryland w Izbie Reprezentantów Stanów Zjednoczonych.